# Rallye Großbritannien
Die Rallye von Großbritannien (der derzeitige offizielle Name ist Wales Rally GB) ist ein Lauf zur FIA Rallye-Weltmeisterschaft. Bis einschließlich 1997 wurde sie unter dem Namen RAC Rally (für Royal Automobile Club Rally) ausgetragen. Nachdem die Rallye für viele Jahre in verschiedenen Teilen Großbritannien ausgetragen wurde, findet mittlerweile die Rallye in Wales statt. Dort stehen in den walisischen Wäldern rund um den Start- und Zielort Cardiff Wertungsprüfungen über zumeist sehr schnelle Schotterpfade auf dem Programm.

## Gesamtsieger
| Jahr  | Rallye                     | Gesamtsieger                                 | Gesamtsieger                                 | Marke und Modell                             |
| Jahr  | Rallye                     | Fahrer                                       | Beifahrer                                    | Marke und Modell                             |
| ----- | -------------------------- | -------------------------------------------- | -------------------------------------------- | -------------------------------------------- |
| 19531 | 03. RAC Rally              | Ian Appleyard                                | Pat Appleyard                                | Jaguar XK 120                                |
| 19541 | 04. RAC Rally              | Johnny Wallwork                              | Harold Brooks                                | Triumph TR2                                  |
| 19551 | 05. RAC Rally              | Jimmy Ray                                    | Brian Harrocks                               | Standard Ten                                 |
| 19561 | 06. RAC Rally              | Lyndon Sims                                  | Tony Ambrose                                 | Aston Martin DB2                             |
| 19581 | 07. RAC Rally              | Peter Harper                                 | Bill Deane                                   | Sunbeam Rapier                               |
| 19591 | 08. RAC Rally              | Gerry Burgess                                | Sam Croft-Pearson                            | Ford Zephyr                                  |
| 19601 | 09. RAC Rally              | Erik Carlsson                                | Stuart Turner                                | Saab 96                                      |
| 19611 | 10. RAC Rally              | Erik Carlsson                                | John Brown                                   | Saab 96                                      |
| 19621 | 11. RAC Rally              | Erik Carlsson                                | David Stone                                  | Saab 96                                      |
| 19631 | 12. RAC Rally              | Tom Trana                                    | Sven Lindström                               | Volvo PV544                                  |
| 19641 | 13. RAC Rally              | Tom Trana                                    | Gunnar Thermanius                            | Volvo PV544                                  |
| 19651 | 14. RAC Rally              | Rauno Aaltonen                               | Tony Ambrose                                 | BMC Mini Cooper S                            |
| 19661 | 15. RAC Rally              | Bengt Söderström                             | Gunnar Palm                                  | Ford Cortina Lotus                           |
| 19671 | 16. RAC Rally              | abgesagt aufgrund der Maul- und Klauenseuche | abgesagt aufgrund der Maul- und Klauenseuche | abgesagt aufgrund der Maul- und Klauenseuche |
| 19681 | 17. RAC Rally              | Simo Lampinen                                | John Davenport                               | Saab 96 V4                                   |
| 19691 | 18. RAC Rally              | Harry Källström                              | Gunnar Häggbom                               | Lancia Fulvia 1.6 Coupé HF                   |
| 19701 | 19. RAC Rally              | Harry Källström                              | Gunnar Häggbom                               | Lancia Fulvia 1.6 Coupé HF                   |
| 19711 | 20. RAC Rally              | Stig Blomqvist                               | Arne Hertz                                   | Saab 96 V4                                   |
| 19721 | 21. RAC Rally              | Roger Clark                                  | Tony Mason                                   | Ford Escort RS 1600 MKI                      |
| 1973  | 22. RAC Rally              | Timo Mäkinen                                 | Henry Liddon                                 | Ford Escort RS 1600 MKI                      |
| 1974  | 23. RAC Rally              | Timo Mäkinen                                 | Henry Liddon                                 | Ford Escort RS 1600 MKI                      |
| 1975  | 24. RAC Rally              | Timo Mäkinen                                 | Henry Liddon                                 | Ford Escort RS 1600 MKII                     |
| 1976  | 25. RAC Rally              | Roger Clark                                  | Stuart Pegg                                  | Ford Escort RS 1600 MKII                     |
| 1977  | 26. RAC Rally              | Björn Waldegård                              | Hans Thorszelius                             | Ford Escort RS 1600 MKII                     |
| 1978  | 27. RAC Rally              | Hannu Mikkola                                | Arne Hertz                                   | Ford Escort RS 1600 MKII                     |
| 1979  | 28. RAC Rally              | Hannu Mikkola                                | Arne Hertz                                   | Ford Escort RS 1600 MKII                     |
| 1980  | 29. RAC Rally              | Henri Toivonen                               | Paul White                                   | Talbot Sunbeam Lotus                         |
| 1981  | 30. RAC Rally              | Hannu Mikkola                                | Arne Hertz                                   | Audi quattro                                 |
| 1982  | 31. RAC Rally              | Hannu Mikkola                                | Arne Hertz                                   | Audi quattro                                 |
| 1983  | 32. RAC Rally              | Stig Blomqvist                               | Björn Cederberg                              | Audi quattro A2                              |
| 1984  | 33. RAC Rally              | Ari Vatanen                                  | Terry Harryman                               | Peugeot 205 turbo 16                         |
| 1985  | 34. RAC Rally              | Henri Toivonen                               | Neil Wilson                                  | Lancia Delta S4                              |
| 1986  | 35. RAC Rally              | Timo Salonen                                 | Seppo Harjanne                               | Peugeot 205 Turbo 16 E2                      |
| 1987  | 36. RAC Rally              | Juha Kankkunen                               | Juha Piironen                                | Lancia Delta HF 4WD                          |
| 1988  | 44. RAC Rally              | Markku Alén                                  | Ilkka Kivimäki                               | Lancia Delta Integrale                       |
| 1989  | 45. RAC Rally              | Pentti Airikkala                             | Ronan McNammee                               | Mitsubishi Galant VR-4                       |
| 1990  | 46. RAC Rally              | Carlos Sainz                                 | Luis Moya                                    | Toyota Celica GT-4                           |
| 1991  | 47. RAC Rally              | Juha Kankkunen                               | Juha Piironen                                | Lancia Delta Integrale 16V                   |
| 1992  | 48. RAC Rally              | Carlos Sainz                                 | Luís Moya                                    | Toyota Celica                                |
| 1993  | 49. RAC Rally              | Juha Kankkunen                               | Nicky Grist                                  | Toyota Celica 4WD                            |
| 1994  | 50. RAC Rally              | Colin McRae                                  | Derek Ringer                                 | Subaru Impreza 555                           |
| 1995  | 51. RAC Rally              | Colin McRae                                  | Derek Ringer                                 | Subaru Impreza 555                           |
| 19961 | 52. RAC Rally              | Armin Schwarz                                | Denis Giraudet                               | Toyota Celica GT-Four                        |
| 1997  | 53. RAC Rally              | Colin McRae                                  | Nicky Grist                                  | Subaru Impreza S3 WRC                        |
| 1998  | 54. Rally of Great Britain | Richard Burns                                | Robert Reid                                  | Mitsubishi Carisma GT Evo V                  |
| 1999  | 55. Rally of Great Britain | Richard Burns                                | Robert Reid                                  | Subaru Impreza S5 WRC                        |
| 2000  | 56. Rally of Great Britain | Richard Burns                                | Robert Reid                                  | Subaru Impreza S6 WRC                        |
| 2001  | 57. Rally of Great Britain | Marcus Grönholm                              | Timo Rautiainen                              | Peugeot 206 WRC                              |
| 2002  | 58. Rally of Great Britain | Petter Solberg                               | Phil Mills                                   | Subaru Impreza WRC                           |
| 2003  | 59. Wales Rally GB         | Petter Solberg                               | Phil Mills                                   | Subaru Impreza WRC                           |
| 2004  | 60. Wales Rally GB         | Petter Solberg                               | Phil Mills                                   | Subaru Impreza WRC                           |
| 2005  | 61. Wales Rally GB         | Petter Solberg                               | Phil Mills                                   | Subaru Impreza WRC                           |
| 2006  | 62. Wales Rally GB         | Marcus Grönholm                              | Timo Rautiainen                              | Ford Focus WRC                               |
| 2007  | 63. Wales Rally GB         | Mikko Hirvonen                               | Jarmo Lehtinen                               | Ford Focus WRC                               |
| 2008  | 64. Wales Rally GB         | Sébastien Loeb                               | Daniel Elena                                 | Citroën C4 WRC                               |
| 2009  | 65. Wales Rally GB         | Sébastien Loeb                               | Daniel Elena                                 | Citroën C4 WRC                               |
| 2010  | 66. Wales Rally GB         | Sébastien Loeb                               | Daniel Elena                                 | Citroën C4 WRC                               |
| 2011  | 67. Wales Rally GB         | Jari-Matti Latvala                           | Miikka Anttila                               | Ford Focus WRC                               |
| 2012  | 68. Wales Rally GB         | Jari-Matti Latvala                           | Miikka Anttila                               | Ford Focus WRC                               |
| 2013  | 69. Wales Rally GB         | Sébastien Ogier                              | Julien Ingrassia                             | Volkswagen Polo R WRC                        |
| 2014  | 70. Wales Rally GB         | Sébastien Ogier                              | Julien Ingrassia                             | Volkswagen Polo R WRC                        |
| 2015  | 71. Wales Rally GB         | Sébastien Ogier                              | Julien Ingrassia                             | Volkswagen Polo R WRC                        |
| 2016  | 72. Wales Rally GB         | Sébastien Ogier                              | Julien Ingrassia                             | Volkswagen Polo R WRC                        |
| 2017  | 73. Wales Rally GB         | Elfyn Evans                                  | Daniel Barritt                               | Ford Fiesta WRC                              |
| 2018  | 74. Wales Rally GB         | Sébastien Ogier                              | Julien Ingrassia                             | Ford Fiesta WRC                              |
| 2019  | 75. Wales Rally GB         | Ott Tänak                                    | Martin Järveoja                              | Toyota Yaris WRC                             |
| 2020  | 76. Wales Rally GB         | abgesagt aufgrund der COVID-19-Pandemie      | abgesagt aufgrund der COVID-19-Pandemie      | abgesagt aufgrund der COVID-19-Pandemie      |

1 kein WM-Status